# Сувинское сельское поселение
Сувинское се́льское поселе́ние (бур. Сувын hомон) — муниципальное образование в Баргузинском районе Бурятии Российской Федерации.
Административный центр — село Суво.

## История
Статус и границы сельского поселения установлены Законом Республики Бурятия от 31 декабря 2004 года № 985-III «Об установлении границ, образовании и наделении статусом муниципальных образований в Республике Бурятия»

## Население
| 2002 | 2011 | 2012 | 2013 | 2014 | 2015 | 2016 |
| ---- | ---- | ---- | ---- | ---- | ---- | ---- |
| 862  | ↘614 | ↘608 | ↘600 | ↘592 | ↘580 | ↘556 |
| 2017 | 2018 | 2019 | 2020 | 2021 | 2023 | 2024 |
| ↘546 | ↘532 | ↘508 | ↘484 | ↘458 | ↘440 | ↘418 |

## Состав сельского поселения
| № | Населённый пункт | Тип населённого пункта       | Население |
| - | ---------------- | ---------------------------- | --------- |
| 1 | Бодон            | село                         | ↘234      |
| 2 | Суво             | село, административный центр | ↘382      |